# Jean-Luc Mandaba
Jean-Luc Mandaba, né le 15 août 1943 à Bangui (AEF) et mort le 22 octobre 2000 à Bangui, est un pédiatre et homme d'État centrafricain, Premier ministre du 25 octobre 1993 au 12 avril 1995.

## Biographie

### Études
Après avoir obtenu un diplôme d'État d'infirmier en 1963 à Brazzaville, puis de médecin à la faculté de médecine de Rennes en 1972, il se spécialise en chirurgie générale. Il est chirurgien diplômé de l'Université de Paris VI en 1976. Il passera ensuite l'agrégation de chirurgie infantile avant de revenir à Bangui.
Spécialité et agrégation :
- Jean-Luc MANDABA s'est aussi spécialisé dans l'évaluation du dommage corporel à l’Institut de Médecine légale de Paris.
- Il passera le concours d'Agrégation de chirurgie infantile à Paris en 1979.

### Carrière professionnelle
Pendant sa formation, il a exercé les fonctions hospitalières suivantes :
- Interne en chirurgie successivement à l'hôpital de Vitré, à l'hôpital de Guingamp et à l'hôpital de Pontoise de 1969 à 1972.
- Résident en chirurgie générale à 1 'hôpital départemental de la Maison de Nanterre de 1972 à 1974.
- Résident puis attaché en chirurgie générale à l'hôpital de Pontoise de 1972 à 1979.
- Résident puis attaché en chirurgie pédiatrique à 1'hôpital Bretonneau de Paris de 1972 à 1979.
- Assistant à la Faculté de Médecine Xavier Bichat (Paris VII) en 1976.

### Carrière politique
Sa qualification et son expérience lui ont valu la nomination aux postes administratifs suivants :
- Chef de département de la formation post-universitaire en 1982
- Chef de Service de la clinique universitaire de chirurgie et de gynécologie obstétrique au centre national hospitalier universitaire de Bangui en 1986.

### Premier ministre
Le couronnement de la carrière de Jean-Luc Mandaba reste cependant les hautes fonctions politiques qu'il a assumées et par lesquelles il est davantage connu sur le plan national :
- De 1980 à 1981, il fut Ministre de la Santé Publique, de la Population et des Affaires Sociales ;
- De 1993 à 1995, il fut Premier Ministre du Gouvernement de Changement.